# Rogač (biljna vrsta)
Rogač (latinski: Ceratonia siliqua) je zimzelena biljka iz porodice mahunarki (Fabaceae), čija je pradomovina područje Mediterana. Poznata je od pradavnih vremena, a cijenjena je zbog svojih plodova. Poznata je još i pod nazivom "Kruh svetog Ivana", jer se po predaji Ivan Krstitelj njom hranio dok je živio u divljini.
Samo stablo je vrlo razgranato, širokog debla, grube smeđe kore, krošnja je gusta s brojnim listovima. Plod je u obliku mahune s mesnatim vanjskim dijelom i tvrdim sjemenkama smještenima unutar tzv. mahune. Stablo može narasti i preko 10 metara. 
Ima dubok i jak korijen. Rogač uspijeva na toploj mediteranskoj klimi, iako ne podnosi dobro preveliku količinu vode. Pradomovina mu je područje Mediterana, a danas je rašren i u područjima Južne Amerike.
Zanimljivo je istaknuti da se rogač spominje i u Novom zavjetu u prispodobi o izgubljenom sinu i u Talmudu.
Rogač se stoljećima upotrebljavao kao važna namirnica za ljudsku prehranu, kao i za prehranu stoke. Vrlo dobra osobina rogača je da su se plodovi mogli sačuvati godinama na stablu, doduše donekle osušeni, ali još uvijek upotrebljivi. Kao obično sladilo se upotrebljavao do pojave drugih sladila. Danas je izgubio svoju važnost u ljudskoj prehrani, upotrebljava se još u prehrani stoke i kao zamjena za kakao prah. Također se upotrebljava i u duhanskoj industriji, za kozmetiku,...

## Uzgoj u svijetu
Vodeći svjetski proizvođači rogača, sukladno FAO-vim podatcima, (u metričkom tonama, 2012.): Izvor: UN Food & Agriculture Organisation (FAO)
1. Španjolska 40.000 (F)
2. Italija 30.841
3. Portugal 23.000 (F)
4. Grčka 22.000 (F)
5. Maroko 20.500 (F)
6. Turska 14.218
7. Cipar 5186
8. Alžir 3136
9. Libanon 2300 (F)